# Paluh Manis
Paluh Manis is een bestuurslaag in het regentschap Langkat van de provincie Noord-Sumatra, Indonesië. Paluh Manis telt 5559 inwoners (volkstelling 2010).